# Atomo esotico
In fisica atomica, un atomo esotico è un tipo di sistema legato simile ad un atomo in cui una o più particelle subatomiche del nucleo o uno o più degli stessi elettroni periferici sono sostituiti da altre particelle aventi però la stessa carica elettrica. Poiché queste particelle sostituenti sono di solito instabili, gli atomi esotici hanno in genere vita breve e finora non è conosciuto alcun atomo esotico indefinitamente stabile. Il positronio, che è un semplicissimo atomo esotico costituito da un positrone e da un elettrone, che sono particelle in sé stabili, risulta però instabile a causa dell'interazione elettromagnetica tra le due particelle che lo compongono e decade annichilandosi in due (o più) raggi gamma.

## Atomi mesici
In un atomo mesico, gli elettroni sono sostituiti da altre particelle caricate negativamente come muoni (atomi muonici) o pioni (atomi pionici).
Questi atomi risultano instabili, poiché instabili sono le particelle che lo compongono. Ad esempio, il tempo caratteristico di decadimento del muone è di circa 2,19 μs, e tutte le altre particelle capaci di formare atomi mesici sono estremamente meno longeve. Gli atomi mesici sono quindi il risultato di un processo di cattura delle particelle instabili da parte del potenziale elettromagnetico del nucleo.

### Atomi muonici
In un atomo muonico un elettrone viene sostituito da un muone, il quale, come l'elettrone, è un leptone. Poiché i leptoni sono sensibili soltanto alle forze deboli, elettromagnetiche e gravitazionali, gli atomi muonici sono governati con precisione elevatissima dall'interazione elettromagnetica. Non ci sono complicazioni derivanti da forze forti tra il leptone e il nucleo.
Dato che il muone è più massivo dell'elettrone, le orbite di Bohr di un atomo muonico sono più vicine al nucleo rispetto a quelle di un atomo ordinario e le correzioni dovute all'elettrodinamica quantistica sono più rilevanti. Lo studio dei livelli energetici degli atomi muonici così come i tassi di transizione dagli stati eccitati allo stato fondamentale permettono dunque test sperimentali dell'elettrodinamica quantistica.
La fusione catalizzata da muoni è un'applicazione tecnica degli atomi muonici.

### Atomi adronici
Un atomo adronico è un atomo in cui uno o più elettroni orbitali sono stati sostituiti da adroni. Gli adroni possibili comprendono: i mesoni come i pioni o kaoni (atomo mesonico), gli antiprotoni (atomo antiprotonico), e i barioni Σ− (atomo sigmaonico o atomo Σ−).
Diversamente dai leptoni, gli adroni possono interagire per mezzo dell'interazione forte, in questo modo i livelli di energia degli atomi adronici sono influenzati dalle forze nucleari tra il nucleo e l'adrone. Poiché la forza forte è un'interazione a breve raggio, questi effetti sono più forti se l'orbitale atomico coinvolto è vicino al nucleo, quando i livelli energetici implicati possono ampliarsi o scomparire a causa dell'assorbimento degli adroni dal nucleo. Gli atomi adronici, come l'idrogeno pionico e l'idrogeno kaonico, forniscono così sonde sperimentali interessanti riguardo alla teoria delle interazioni forti, la cromodinamica quantistica.

## Onio
Un onio (plurale: onii o oni) è lo stato che lega una particella alla sua antiparticella. L'onio classico è il positronio, il quale è costituito da un elettrone e un positrone legati insieme in uno stato metastabile di lunga durata. Il positronio è stato studiato fin dagli anni '50 per comprendere gli stati legati nella teoria quantistica dei campi. Uno sviluppo recente è la elettrodinamica quantistica non-relativistica (NRQED, non-relativistic quantum electrodynamic) che usa questo sistema come un banco di prova.
Il pionio, uno stato legato di due pioni con carica opposta, è interessante per l'esplorazione dell'interazione forte. Questo dovrebbe essere vero anche per il protonio. I veri analoghi del positronio nella teoria delle interazioni forti, tuttavia, non sono gli atomi esotici, ma gli stati di quarkonio, composti da un quark pesante (heavy) come il charm o bottom e il suo antiquark (il quark top è così pesante che decade attraverso l'interazione debole prima che possa formare stati legati). L'esplorazione di questi stati attraverso la cromodinamica quantistica non-relativistica (NRQCD) e il QCD su reticolo è un test sempre più importante della cromodinamica quantistica.
Il muonio, nonostante il suo nome, non è un onio contenente un muone e un antimuone, perché lo IUPAC ha assegnato questo nome al sistema di un antimuone legato a un elettrone. Tuttavia, è stata teorizzata la produzione del vero muonio, che è un onio.
Comprendere gli stati legati di adroni come pionio e protonio è anche importante al fine di chiarire le nozioni relative agli adroni esotici come le molecole mesoniche e gli stati di pentaquark.

## Atomi ipernucleari
Gli atomi possono essere composti di elettroni orbitanti intorno a un ipernucleo che comprende particelle strane chiamate iperoni. Tali atomi ipernucleari sono in genere studiati per il loro comportamento nucleare, che ricade all'interno del regno della fisica nucleare piuttosto che della fisica atomica.

## Atomi quasiparticella
Nei sistemi di materia condensata, specificamente in alcuni semiconduttori, ci sono degli stati chiamati eccitoni ovvero stati legati di un elettrone e una lacuna.